# La túnica sagrada
 La túnica sagrada  (original: The Robe) és un pèplum estatunidenc de Henry Koster estrenada el 1953. És coneguda per ser la primera pel·lícula en Cinemascope de la història del cinema, i ha estat doblada al català

## Argument
Marcellus és un tribú militar romà. Enviat a Jerusalem, dirigeix la unitat que executa la crucifixió de Jesús de Natzaret. Després de la mort, guanya als daus la Santa túnica de Crist. És llavors presa de malsons i de terrors que el porten a la vora de la bogeria i que el portaran a plantejar-se preguntes sobre l'home que ha fet morir.

## Repartiment
- Richard Burton: El tribú Marcellus Gallio
- Jean Simmons: Diana
- Victor Mature: Demetrius
- Michael Rennie: Pere
- Dean Jagger: Just
- Jay Robinson: L'emperador romà Calígula
- Richard Boone: Ponç Pilat, governador de Judea
- Betta Saint John: Miriam
- Jeff Morrow: Paulus
- Ernest Thesiger: L'emperador romà Tiberi
- Dawn Addams: Junia
- Frank Pulaski: Quintus
- Francis Pierlot:Dodinius L'astroleg
- Sally Corner: Cornelia
- Ford Rainey:comandant de la galera
- Ben Astar: Cleandre
- Marc Snow: Venedor d'esclaus
- Donald C. Klune:[2] Jesús de Natzaret

## Premis i nominacions

### Premis
- 1954. Oscar a la millor direcció artística
- 1954. Oscar al millor vestuari
- 1954. Globus d'Or a la millor pel·lícula dramàtica

### Nominacions
- 1954. Oscar a la millor pel·lícula
- 1954. Oscar al millor actor per Richard Burton
- 1954. Oscar a la millor fotografia per Leon Shamroy

## Al voltant de la pel·lícula
- La pel·lícula va conèixer un immens èxit al box-office dels Estats Units amb uns ingressos de 36 milions de dòlars.
- Una continuació es va rodar al mateix temps que La túnica sagrada: Demetri i els gladiadors , pel·lícula dirigida per Delmer Daves amb Victor Mature en el paper del títol (1954).
- La túnica sagrada no vacil·la a agafar-se llibertats amb la veritat històrica: tot i que és Tiberi qui era emperador quan Jesús va ser crucificat, els primers cristians no es van implantar tan aviat a Roma i no van causar «disturbis» abans del regnat de Claudi.